# Waldemar Christoffer Brøgger
Waldemar Brøgger (nascido a 5 de Dezembro de 1911, falecido a 15 de Agosto de 1991) foi um escritor, jornalista, tradutor e editor norueguês. Brøgger escreveu romances policiais, romances históricos, livros sobre história, livros sobre filosofia e outros livros de não ficção. 
Em fins dos anos 1950, escreveu uma série de romances policiais, numa altura em que o crime na Noruega era raro. Escreveu também peças radiofónicas para a rádio da NRK. Era ainda um tradutor pouco conhecido, talvez mais conhecido pela sua tradução para Norueguês das 1001 noites.
Uma parte da obra de Brøgger foi escrita em Sueco, em virtude de se ter refugiado naquele país durante a segunda guerra mundial, não se encontrando disponível em Norueguês. Alguns desses livros, são também romances policiais, sob o pseudónimo de Peter Valentin, tais como Inom tolv timmar, sobre um oficial da Gestapo em Estocolmo, que acabaria por ser filmado por Ingmar Bergman. Den Usynlige Fronten, outra dessas obras, era um livro de guerra, que falava sobre a resistência norueguesa à invasão alemã. 
Waldemar Brøgger era neto do geólogo Waldemar Christopher Brøgger, filho do arqueólogo Anton Wilhelm Brøgger e pai do antropólogo e escritor Jan Brøgger.

## Obras
- Den Evige Vilje, Oslo, Aschehoug (1932)
- Annen akt, Oslo, Aschehoug (1933)
- Jeg oppdager livet, Oslo, Aschehoug (1934)
- Vår tids undergang: filosofiske undersøkelser av moderne problemer, Oslo, Aschehoug (1935)
- Når markene pløies, Oslo, Aschehoug (1935)
- Ut av tåken, Oslo, Aschehoug (1936)
- Tor Eik: dikt i 4 akter, Oslo, Aschehoug (1939)
- Den usynlige front, Copenhaga (1943)
- Den osynliga fronten, Estocolmo, Ljus (1943)
- Inom tolv timmar 11.20-23.20 – romance policial (1944) (sob o pseudónimo de Peter Valentin), também filmado como Sånt händer inte här (1950) por Ingmar Bergman
- Fogden på Korsberg – romance policial(1945) (sob o pseudónimo dePeter Valentin)
- Olas och Petters fantastiska äventyr – (1945) (sob o pseudónimo dePeter Valentin)
- Så stor var min lykke – romance histórico (1948)
- Tre ganger dronning – romance histórico (1948)
- Silkeskjorten – (1948)
- Livet ble mitt eget –  romance histórico (1949)
- Mannen med de syv liv – romance histórico (1950)
- Hvor magien hører hjemme : en vandring gjennom tidsaldre, folkeslag og  bøker og  – Ensaios(1951)
- Med motorbåt til Middelhavet – livro de viagens (1956)
- Tjøme sparebank gjennom 100 år, 1857-1957 – História (1957)
- Morderen plukker fluesopp – romance policial (1957)
- Hevneren på Hagan – romance policial (1957)
- I Solskinnsland : tolv måneder i Syden – livro de viagens (1957)
- Morfindoktoren nekter seg skyldig – (1958)
- Spedbarn kidnappet i Frognerparken – (1959)
- Politiet arbeider også om søndagen – (1973)
- Nådetid – (1980)
- Litt historikk ved åpningen av en ny bru over Vrengen – História (1981)
- Alene i universet : en humanetikers verdensbilde – Filosofia (1986)